# Lobby (hôtellerie)
Pour les articles homonymes, voir Lobby (homonymie).
Dans le vocabulaire hôtelier, le terme lobby fait référence au hall d'accueil d'un établissement hôtelier. Il se situe à l'entrée des hôtels et permet la bonne réception des clients. Il est constitué d'un bureau avec des réceptionnistes, parfois d'un salon permettant aux clients d'attendre confortablement. Dans les hôtels haut de gamme, il peut également y avoir un bar.